# The King of Fighters 2003
The King of Fighters 2003 är ett fightingspel utvecklat av SNK Playmore, och utgivet 2003 som arkadspel och konsolspel. Spelet är det tionde i serien The King of Fighters, och seriens sista spel att släppas till Neo Geo. Spelet porterades även till Playstation 2 och Xbox.

## Handling
Orochi, som antagits ha försvunnit för gott i samband med The King of Fighters '97, återvänder. Tremannalagen som förekom i serien från The King of Fighters '94 till The King of Fighters '98 återkommer också.

### Fotnoter
1. ↑  ”The King of Fighters 2003” (på engelska). The King Of Fighters Official Website. 24 mars 2003. http://kofaniv.snkplaymore.co.jp/english/history/history.php?num=kof2003. Läst 20 maj 2015.
2. ↑  ”The King of Fighters 2003: Challenge to Ultimate Battle” (på engelska). Mobygames. 24 mars 2003. http://www.mobygames.com/game/king-of-fighters-2003-challenge-to-ultimate-battle. Läst 20 maj 2015.